# 长鳍盾齿鳚
长鳍盾齿鳚（学名：Aspidontus filamentosus）为鳚科盾齿鳚属的鱼类。分布于非洲东岸、红海至太平洋中部诸岛、北至日本以及西沙群岛海域等，本魚棲息在潟湖、珊瑚礁或岩礁區，其體色和外觀模仿隆頭魚科的裂唇魚或稱清潔魚、醫生魚，反而以此偽裝趁機偷襲其他魚類，屬肉食性，以管蟲和魚卵為食。